# Departamento de General Güemes (kommun i Salta)
Departamento de General Güemes är en kommun i Argentina.   Den ligger i provinsen Salta, i den norra delen av landet, 1 300 km nordväst om huvudstaden Buenos Aires. Antalet invånare är 42 255.
I omgivningarna runt Departamento de General Güemes växer i huvudsak lövfällande lövskog. Runt Departamento de General Güemes är det glesbefolkat, med 20 invånare per kvadratkilometer.